# Долно Ново село (област Стара Загора)
 За другото българско село с име Долно Ново село вижте Долно Ново село (Софийска област).  
Долно Ново село е село в Южна България. То се намира в община Братя Даскалови, област Стара Загора.

## История
Не е известно от кога живеят хора на мястото на Долно Ново село, но въпреки името си селото не е ново. Непосредствено до съвременното село, западно от него, на хълма наречен Георгьовден, има останки от стара постройка, чиито основи още личат. Около нея са намирани старинни медни монети, ръждясали копия и ножове, керамика и други старинни предмети. Намиращият се на север от селото хълм Могилата по своите характеристики най-вероятно е тракийска могила, но подробни изследвания не са правени. До Освобождението в селото живеят главно турци, които по време на войната го напускат. На тяхно място се заселват хора от околните села. По време на индустриализацията /50-те и 60-те години на 20 век/ по-голямата част от жителите на селото мигрират в градовете. Най-много се изселват в гр. Казанлък, където сега живеят много долноновоселчани и техните потомци. На тяхно място отново се заселват труци от съседното Горно Ново село и сега населението е смесено.

## География
Долно Ново село е разположено на около 30 км северно от гр. Чирпан и на около 6 – 7 км южно от връх Каваклийка /планински курорт/ в склоновете на Сърнена Средна гора. Селото е заобиколено от неголеми хълмове – Чона баир, Могилата, Бакаджика и др. Землището на селото граничи с тези на селата Горно Ново село /на север/, Малко Дряново /на изток/, Медово и Славянин /на запад/ и Найденово /на юг/. Селото е разположено на сравнително равно място с лек наклон на югозапад. Западно от селото тече Омуровска река, ляв приток на река Марица. Селото е електрифицирано и водоснабдено. Улиците на асфалтирани. Къщите имат големи дворове, в които се отглеждат овошки и зеленчуци. В центъра има малък парк и паметник на загиналите във войните и съпротивата. Климатът е умереноконтинентален със Средиземноморско влияние. Виреят лозя, праскови, кайсии, бадеми, рози, тютюн и традиционните житни култури. Отглежда се едър /крави/ и дребен /овце и кози/ добитък. Селската мера за паша е обширна. През селото минава третокласният път Чирпан – Братя Даскалови – Каваклийка – Павел баня. Етнографски, стопански и инфраструктурно селото е тясно свързано с Чирпанския регион. Редовна автобусна линия има до гр. Чирпан. Селото е подходящо за обитаване от хора от третата възраст, поради изключително чистия си въздух и за планински туризъм /има много гъби и горски плодове/. Източно от селото има сравнително голям язовир, който служи за напояване и развъждане на риба.

## Природни забележителности
- На 2 – 3 километра западно от Долно Ново село се намира местността Вкаменената сватба. Това е интересен скален феномен, който според преданията представлява вкаменена от Бога сватбена церемония.

## Редовни събития
- Около скалите има обширни поляни, къдетото в миналоото на 2 май се провеждаше голям междуселски събор, на който идваха много хора от селата Медово, Чехларе, Славянин и Долно Ново село. Сега традицията е прекъсната.

## Личности
- Таньо Танев (р.1927), кмет на Стара Загора (1973 – 1976)
- Доньо Марков (1926 – ?), български офицер, генерал-майор
- Стою Стоев (1912 – 1991), български офицер, генерал-лейтенант
- Илия Желев, основател и председател на земеделската кооперация в селото. Заема поста първи секретар на БКП в Долно ново село. Първият партизанин от селото. Загива през 1943 г.
- Жельо Маринов Пашкулев, първият жител на Долно Ново село завършил висше образование специалност Математика. Той е дългогодишен директор на Чирпанската гимназия, човек с висока култура и ораторски дар.
- Жельо Иванов (Любен), Кольо Златев (Чавдар) и Минчо Танев (Альоша), партизани от 1942 г. След войната служат в Българската армия и в системата на МВР. Тримата достигат до военно звание полковник.
- Марийка Тодорова Минчева – първата партизанка от селото.
- Станка Иванова Ягова, първата жена от селото завършила гимназия.
- Селото е дало общо шестнадесет партизани. Трима загинали Илия Желев, Жельо Златев и Райно Филипов – загинал на фронта.
- Вида Пенева и нейните синове – Минчо и Таньо приютяват първите партизани през зимата на 1941 – 1942 година, а именно: Кольо Кичуков, Найден Стоянов, Слави Чакъров, Минчо Коларов и др. Днес първата яташка къща в селото е ремонтирана и превърната в музейна сбирка.
- С историята на Долно Ново село е свързан и Иван Колев Канъзирски, човек с висока обща и политическа култура. Първият организатор на Българската комунистическа партия в Медовски район, той е избран за делегат на Четвъртия конгрес на БКП от Старозагорски район заедно с Петко Енев и Русен Атанасов (Руната). Иван Каназриски е политическият ръководител на Септемврийското въстание в района. През 1944 г. става партизанин в Първа средногорска бригада Христо Ботев и като най-възрастен получава партизанското име Аспарух. След 9 септември 1944 г. заема високи ръководни постове в държавата и в комунистическата партия в Пловдивска област.
- Цвятко Банов, Таньо Стайков и Кънчо Хитров са първите учители в селото.
- Първата зеленчукова и овощна градина в селото е създадена от Дядо Стойко.
- Дядо Димитър е известен цигулар в района, без присъствието на който празник не е ставал.

## Други
1. ↑  www.grao.bg